# Joc periculos (Star Trek: Deep Space Nine)
„Joc periculos” (titlu original: „Move Along Home”) este al 10-lea episod din primul sezon al serialului TV american științifico-fantastic Star Trek: Deep Space Nine. A avut premiera la 14 martie 1993.
Episodul a fost regizat de David Carson după un scenariu de Frederick Rappaport, Lisa Rich și Jeanne Carrigan-Fauci bazat pe o poveste de Michael Piller.

## Prezentare
Quark este forțat să joace un joc de către Wadi, o specie nou întâlnită, iar viețile echipajului depind de rezultatul jocului. 

## Actori ocazionali
- Joel Brooks - Falow
- James Lashly - Lt. George Primmin
- Clara Bryant - Chandra